# Hyldedysse von Rørby

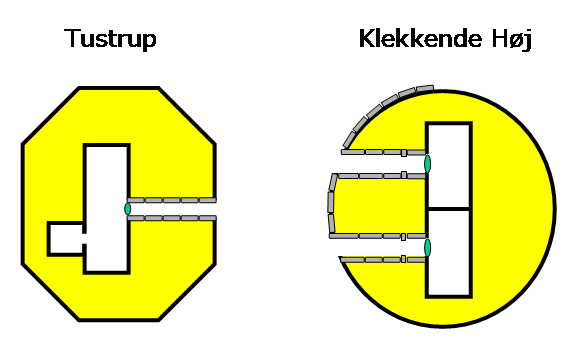
Schema Doppelganggrab – rechts

Der Hyldedysse von Rørby (auch Hyldehøj genannt) ist ein Doppelganggrab (dänisch Dobbeltjættestue) nördlich von Rørby in der Region Kalundborg auf Seeland in Dänemark. Sie entstand zwischen 3500 und 2800 v. Chr. und ist eine Megalithanlage der Trichterbecherkultur (TBK). Das Ganggrab ist eine Bauform jungsteinzeitlicher Megalithanlagen, die aus einer Kammer und einem baulich abgesetzten, lateralen Gang besteht. Diese Form ist primär in Dänemark, Deutschland und Skandinavien, sowie vereinzelt in Frankreich und den Niederlanden zu finden. Neolithische Monumente sind Ausdruck der Kultur und Ideologie jungsteinzeitlicher Gesellschaften. Ihre Entstehung und Funktion gelten als Kennzeichen der sozialen Entwicklung. Ein Polygonaldolmen gleichen Namens liegt in Gadstrup bei Roskilde und ein Grabhügel des Namens liegt bei Lejre.

## Beschreibung
Das Ganggrab ohne Decksteine (einer ist in die rechte Kammer verstürzt) liegt in einem Langhügel von 24 × 14 m und etwa drei Metern Höhe. Die beiden ovalen Kammern von etwa fünf Metern Länge, haben an den benachbarten Schmalseiten einen gemeinsamen Tragstein. Die Gänge sind nach Südosten orientiert.
Die Westkammer besteht aus 14 Tragsteinen ist oval, 6,3 m lang, 2,5 m breit und 1,6 m hoch. Ein 1,6 m langes und 0,6 m breites Quartier aus sieben Steinen befand sich an der Nordwand. Ein gepflasterter Boden liegt unter einer Schicht aus gebranntem Feuerstein. Auf dem Boden wurden Grabbeigaben und Skelettreste gefunden. Darauf lag eine weitere Schicht aus Platten und Erde. Im 3,5 m langen, 0,8 m breiten Gang befinden sich zwei Schwellensteine. Zwei der Gangsteine wurden aus einem Stein gespalten.

## Funde
Darunter: 46 Abschläge, 20 Pfeilspitzen, 16 geschäftete Meißel, 11 Äxte (versch. Typs), 11 Dolche, 11 Feuersteinmesser, sieben Kieselsteine und drei Nadeln. Die Keramikscherben gehören zu Doppelkonen, Hängegefäßen, Schalen; Steingutgefäßen und Tassen. Die Ostkammer aus 14 Tragsteinen ist oval, 6,6 m lang und 2,5 m breit. Sie hatte wahrscheinlich vier Decksteine. Der Boden besteht aus einer Pflasterung und einer Schicht aus gebranntem Feuerstein. Auf dem Boden wurden von Feuer gezeichnete Grabbeigaben und Skelettreste gefunden. Ein Quartier aus vier Steinen befand sich an der Nordwand. Es hatte die gleichen Proportionen wie jenes in der Westkammer. Der Gang ist 3,5 m lang und 0,6 bis 0,8 m breit und hat zwei Schwellensteine. Fünf Seitensteine und ein Deckstein blieben erhalten.
Darunter: 125 Abschläge, 28 Äxte unterschiedlichen Typs oder deren Fragmente, 25 Messer, 10 Meißel und acht Fragmente, acht Pfeilspitzen, drei Dolche, eine Speerspitze (alle aus Feuerstein), 12 Kieselsteine. Die Keramikscherben gehörten zu Hängegefäßen, Schalen und Schüsseln.
Aus dem Umfeld der Anlage stammen 59 Bernstein-, vier Zahn- und zwei Knochenperlen, 21 Meißel oder deren Fragmente und 13 Druckstäbe aus Hirschgeweih.
Wenig nördlich liegt der Loddenhøj.